# Klangforum Wien
Das Klangforum Wien ist ein Solistenensemble für Neue Musik.

## Geschichte
Ursprünglich im März 1985 auf Initiative von Beat Furrer als Société de l’Art Acoustique gegründet, fand das erste Konzert am 13. Juni 1985 statt. Am 30. Jänner 1989 spielte das Ensemble erstmals unter dem Namen Klangforum Wien. Bis 1990 gab es regelmäßige Konzerte in der Wiener Secession, und seit 1990 hat es seinen eigenen Zyklus im Wiener Konzerthaus.
Das Klangforum Wien ist seit 1991 als Verein eingetragen, damals mit Beat Furrer und Roman Haubenstock-Ramati als Präsidenten. Im gleichen Jahr gab es sein Debüt bei den Wittener Tagen für neue Kammermusik. Im August 1992 wurde Peter Oswald Leiter des Klangforums, und dieses entwickelte sich unter seiner Leitung zu einem der ersten Ensembles für Neue Musik weltweit. Nach 22 Konzerten im Vorjahr, spielte das Klangforum 1993 bereits 60 Konzerte, darunter waren Debüts beim Grazer Musikprotokoll, dem Salzburger Zeitfluss-Festival, den Salzburger Festspielen, der Alten Oper in Frankfurt und der Biennale di Venezia. 1994 spielte das Klangforum unter anderem erstmals im Centre Georges-Pompidou, bei den Darmstädter Ferienkursen, den Bregenzer Festspielen, den Internationalen Musikfestwochen Luzern (heute Lucerne Festival), beim Warschauer Herbst und bei Wien Modern. Das Klangforum brachte mehr als 600 Werke zur Uraufführung (Stand 2023). Es spielt etwa 80 Konzerte im Jahr und hat mehr als 90 CDs aufgenommen. Jährlich bietet es einen Konzertzyklus im Wiener Konzerthaus an.
1999–2019 wirkte Sven Hartberger als Intendant des Klangforum Wien. Auf ihn folgte 2020 Peter Paul Kainrath.

## Mitglieder
Das Klangforum Wien besteht aus 25 Mitgliedern und 6 Residenzmitgliedern: Paul Beckett (Viola), Annette Bik (Violine), Markus Deuter (Oboe), Lorelei Dowling (Fagott), Andreas Eberle (Posaune), Vera Fischer (Flöte), Judith Fliedl (Violine), Eva Furrer (Flöte), Evan Hulbert (Kontrabass), Gunde Jäch-Micko (Violine), Benedikt Leitner (Violoncello), Andreas Lindenbaum (Violoncello), Alex Lipowski (Schlagwerk), Leo Morello (Violoncello), Florian Müller (Klavier), Anders Nyqvist (Trompete), Miriam Overlach (Harfe), Johannes Piirto (Klavier), Dimitrios Polisoidis (Viola), Gerald Preinfalk (Saxophon), Hugo Queirós (Klarinett), Mikael Rudolfsson (Posaune), Sophie Schafleitner (Violine), Lukas Schiske (Schlagwerk), Krassimir Sterev (Akkordeon), Virginie Tarrête (Harfe), Wendy Vo Con Tri (Flöte), Olivier Vivarès (Klarinette), Christoph Walder (Horn), Björn Wilker (Schlagwerk) und Bernhard Zachhuber (Klarinette).
Ehemalige Mitglieder des Klangforum Wien: Ernesto Molinari, Donna Molinari, Marino Formenti, Andrew Jezek, Uli Fussenegger, Joonas Ahonen.

## Ehrenmitglieder
- Sylvain Cambreling (Erster Gastdirigent 1997–2018)[12]
- Friedrich Cerha
- Beat Furrer (Gründungsmitglied)